# Oscar François de Jarjayes
Oscar François de Jarjayes (オスカル・フランソワ・ド・ジャルジェ?, Osukaru Furansowa do Jaruje) è un personaggio immaginario della serie manga e anime Lady Oscar, creato da Riyoko Ikeda.
Nel manga, incentrato su Maria Antonietta, appariva inizialmente solo come personaggio di supporto, ma visto il successo riscontrato presso il pubblico, assunse un ruolo da coprotagonista nella seconda parte fino alla morte. Nell'anime, invece, è la protagonista.
Nella prima parte del seguito, Eroica - La gloria di Napoleone, viene ricordata attraverso dei flashback.
Il successo del personaggio è testimoniato dalle diverse citazioni presenti in molti manga e anime successivi.

## Biografia
Oscar François de Jarjayes è una donna che, per volontà del padre, fin da piccola veste e agisce come un uomo. A quattordici anni, decide di seguire la volontà del padre e diventa capitano delle guardie reali di Versailles. Fin da bambina, il padre le affianca André Grandier, un popolano più grande di un anno, che s'innamora di lei segretamente. Fin dal primo incontro, intraprende rapporti di amicizia con la regina Maria Antonietta, che la considererà una carissima amica fino alla morte.
Nonostante sia nobile e molto vicina alla corona, mostra fin dalla giovinezza una certa sensibilità verso le condizioni del popolo, motivo per cui prova dell'ammirazione per il giovane e ambizioso avvocato Maximilien de Robespierre, un acerrimo nemico della regina, il cui incontro ha avuto grande influenza sulle sue idee politiche. L'amore non corrisposto per il conte svedese Hans Axel von Fersen, l'amante della regina, le fa infine prendere la decisione di lasciare la guardia reale per trasferirsi al comando dei soldati della guardia francese, volendo totalmente rinnegare la sua parte femminile che così tanto l'aveva fatta soffrire.
Per non abbandonarla quando assume il nuovo incarico, dopo averla quasi violentata per dichiararle il suo amore, André si arruola nei suoi soldati. Intanto, Oscar scopre di avere la tisi e che le rimangono sei mesi di vita. Capisce finalmente di amare André e si uniscono ai rivoluzionari di Parigi il giorno dopo, ma il giovane muore a causa di un proiettile in pieno petto per mano di un soldato della guardia reale. Anche Oscar perisce il giorno seguente, fucilata dai difensori della Bastiglia, per consentire al popolo in rivolta di espugnare la fortezza.
Oscar e André riposano in pace fianco a fianco su una piccola collina ad Arras, dove molto tempo prima, quando erano andati a visitare la tenuta Jarjayes nel villaggio natale di Robespierre, i luoghi preferiti della loro infanzia, avevano visto l'alba insieme.

## Creazione e sviluppo

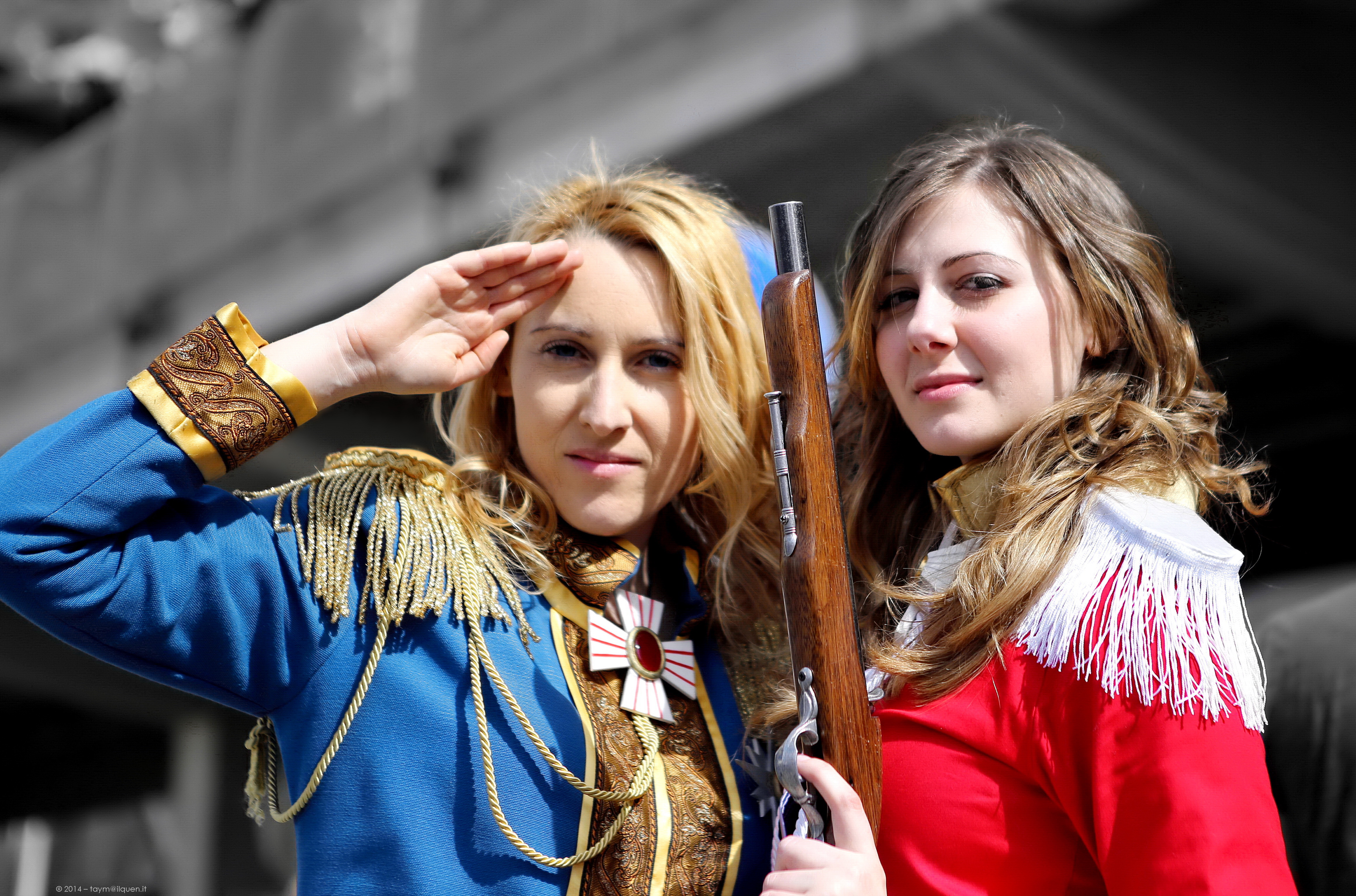
Due cosplayer di Oscar con le uniformi della guardia francese e della guardia reale

Oscar è un personaggio di fantasia ideato da Riyoko Ikeda, ma ispirato alla figura storica di Pierre-Augustin Hulin, un caporale delle guardie francesi. Di lui la colpì soprattutto la figura di un militare che, pur essendo una persona che aveva servito fedelmente e direttamente la sovrana Maria Antonietta, alla fine diventa l'eroe dei rivoluzionari, guidando eroicamente l'assalto popolare all'espugnazione della Bastiglia. L'autrice decise di rappresentarla come la sesta figlia del cavaliere de Jarjayes, che l'aveva colpita soprattutto per la sua lealtà alla corona, mettendola così a contatto con tutta la corte francese.
Proprio perché è ispirata a un personaggio maschile, all'inizio doveva essere un uomo. Tuttavia, al tempo l'autrice non si sentiva ancora abbastanza sicura del suo stile e della sua capacità narrativa e introspettiva da disegnare un protagonista maschio. L'idea di farne una donna le venne quando scoprì che all'epoca molte dame preferivano vestirsi da uomo. Per loro si trattava di una scelta personale e non di un'imposizione, come nel caso della scelta del generale de Jarjayes nei confronti della figlia, ma questo fatto stuzzicò la sua fantasia.
Oscar è in parte anche una rappresentazione dell'autrice stessa e delle sue esperienze giovanili nel Partito Comunista Giapponese. Inoltre, è sul modello dei suoi genitori che, per sua stessa ammissione, costruì il rapporto tra Oscar e André in tutte le sue difficoltà. La madre discendeva da un'antica famiglia di samurai, quindi aristocratica, mentre il padre era un uomo del ceto medio, dai rigorosi valori morali. Contro il volere delle famiglie di entrambi e contro l'antica tradizione nipponica, i genitori dell'autrice, infatti, riuscirono a sposarsi.
Un'altra importante fonte d'ispirazione per il personaggio è stata la protagonista del manga La principessa Zaffiro, creato anni prima da Osamu Tezuka. L'autrice ha preso spunto dallo stile grafico di Tezuka fin dai suoi primi lavori, mentre per il personaggio di Oscar ha rilevato da Zaffiro l'ambiguità sessuale, sia nell'anima che nell'aspetto, e la scena della manifestazione della propria femminilità in un ballo di corte, divenuta una tra le più celebri per entrambi i manga.
L'autrice modellò il fisico del personaggio sul suo al momento della scrittura: Oscar è alta 178 cm, ha 87 di seno, 63 di vita e 90 di fianchi, pesa 58 kg e ha un piede di 25 cm.
Nello scegliere il nome del personaggio, l'autrice rimase colpita da quello di Oscar I di Svezia.